# تسرنوزی
تسرنوزی (به صربی: Crnuzi) یک منطقهٔ مسکونی در صربستان است که در پریبوی واقع شده‌است. تسرنوزی ۴۴۵ نفر جمعیت دارد.